# Kaspisches Meer
Das Kaspische Meer, auch Kaspisee genannt (aserbaidschanisch Xəzər dənizi, kasachisch Каспий теңізі, persisch دریای خزر, DMG Daryā-ye Ḫazar, ‚Meer der Chasaren‘, auch دریای مازندران, DMG Daryā-ye Māzandarān, ‚Meer von Mazandaran‘, russisch Каспийское море, turkmenisch Kaspi deňzi), ist mit einer Fläche von etwa 371.000 km² der größte See der Erde. Der Salzsee ist ein endorheisches Gewässer, das heißt ohne natürliche Verbindung zu den Ozeanen.
Das Binnengewässer hat etwa die Größe Japans und ist viermal so groß wie der Obere See als zweitgrößter See der Erde. Es wird von 130 Zuflüssen gespeist, von denen allein die Wolga etwa 80 Prozent des Wasserzuflusses beiträgt. Der Salzgehalt variiert; in der Nähe der Wolgamündung ist er am niedrigsten. Im Mittel beträgt er 1,2 Prozent, was etwa einem Drittel des Salzgehaltes der Ozeane entspricht. Der Wasserstand des Kaspischen Meeres war bereits mehrfach Schwankungen ausgesetzt und sinkt seit Ende der 1990er Jahre kontinuierlich um 6 bis 7 Zentimeter pro Jahr.
Prognosen lassen erwarten, dass die Fläche des Kaspischen Meeres im Laufe des 21. Jahrhunderts um etwa ein Viertel schrumpfen wird.
Das Kaspische Meer liegt innerhalb der großen Aralo-Kaspischen Niederung in West-Asien und im äußersten Osteuropa. Im Norden grenzt es in Russland und Kasachstan an die Kaspische Senke, im Osten an Turkmenistan, im Westen an Aserbaidschan und im Süden an Iran (unter anderem an die Provinz Mazandaran). An seinem Südufer liegt das UNESCO-Welterbe-Gebiet des Hyrkanischen Waldes.

## Völkerrechtlicher Status

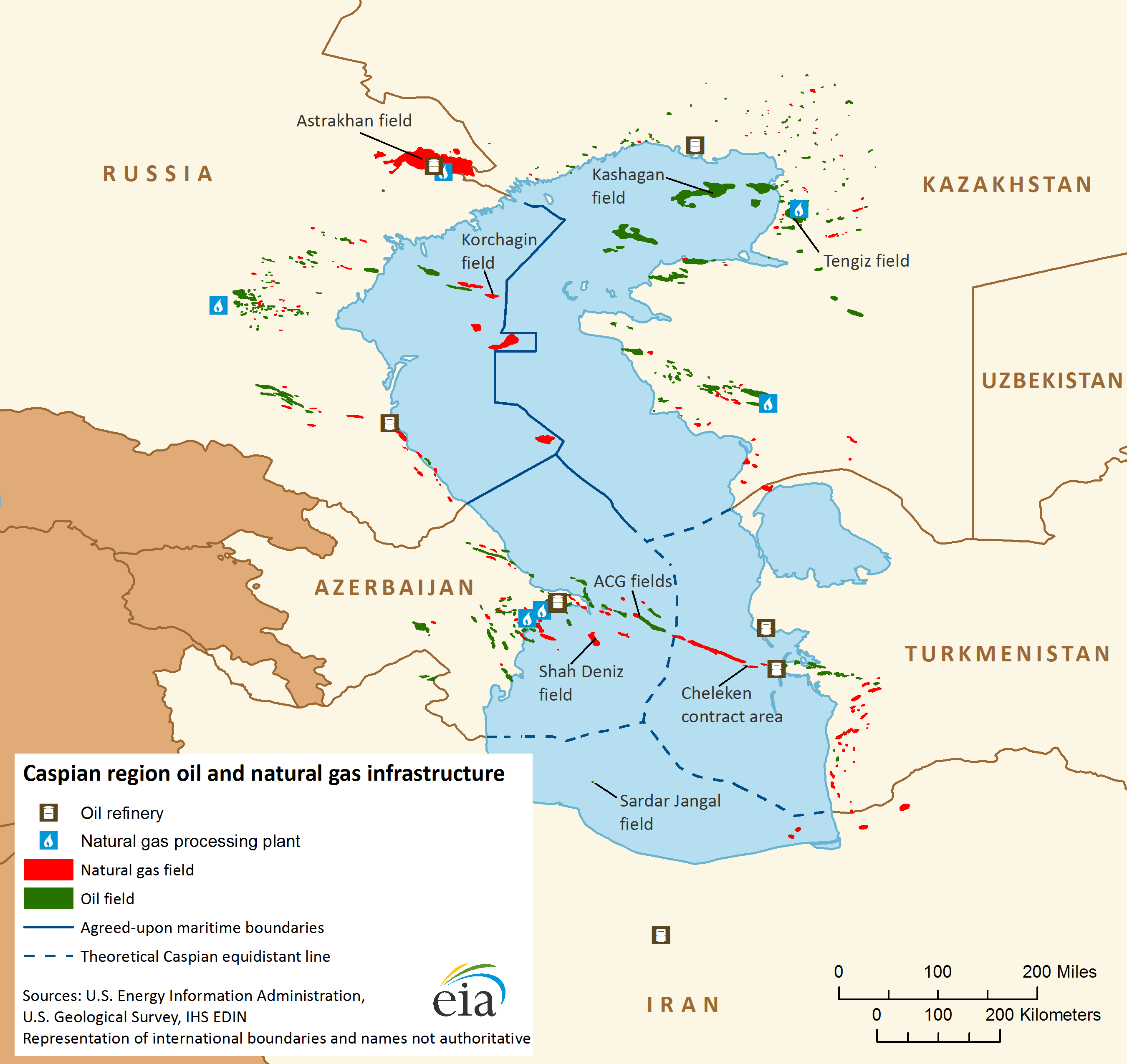
Feste und unbestimmte hypothetische maritime Grenzen im Kaspisches Meer

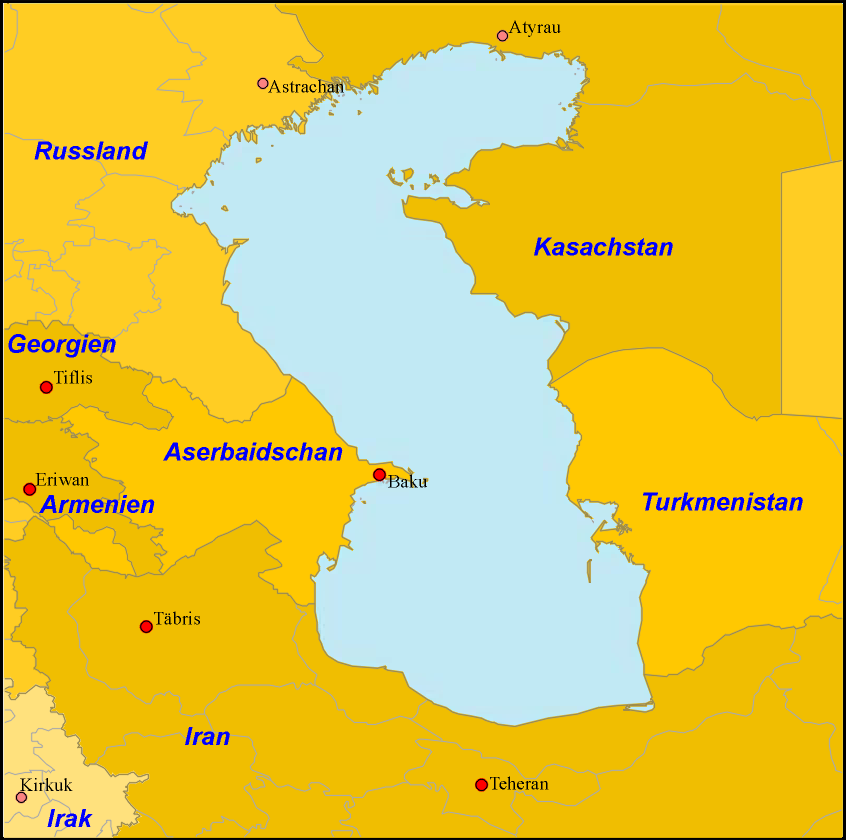
Anrainerstaaten des Kaspischen Meeres

Da das Kaspische Meer kein Meer im juristischen Sinn ist, unterliegt es nicht dem Seerechtsabkommen von 1994.
Am 12. August 2018 vereinbarten die Staats- und Regierungschefs der Anrainerstaaten Aserbaidschan, Iran, Kasachstan, Russland und Turkmenistan in Aqtau (Kasachstan) in einem Rahmenabkommen die Nutzung des Kaspischen Meeres unter einem eigenen Rechtsstatus – weder als See noch als Meer. Die Vereinbarung ist noch (Stand 2018) von den Parlamenten zu ratifizieren. Außerdem muss die Aufteilung des Meeresbodens konkretisiert werden.
Zuvor regelten Verträge aus den Jahren 1921 und 1940 die Schifffahrt und Fischerei nur zwischen Iran und der Sowjetunion.
Sie definierten das Kaspische Meer als Binnengewässer mit dem Recht gemeinsamer Nutzung.
Die mit dem Zerfall der Sowjetunion entstandenen Staaten Aserbaidschan, Kasachstan und Turkmenistan sahen sich seither benachteiligt.
Sie strebten Förderrechte für Erdöl und Erdgas an sowie das Recht, hierzu Rohrleitungen zu verlegen.
Russland war in der Vereinbarung wichtig, dass keine Streitkräfte von Drittstaaten – insbesondere der NATO – Zugang erhalten.
Aufgrund der Sanktionen von Seiten der USA war die Islamische Republik Iran daran interessiert, die 1996 begonnenen Verhandlungen zum Abschluss zu bringen.

## Namen
Älteste Kulturzeugnisse finden sich auf Inschriften assyrischer Tonwaren und nennen ein „Südliches Meer“. Hekataios von Milet erwähnt es im 6. Jahrhundert v. Chr. als „Kaspisches und Hyrkanisches Meer“; die erste Volksbezeichnung bezieht sich auf den Stamm der Kaspier, die am Südwestufer des Kaspischen Kaukasus lebten, im heutigen Aserbaidschan, die zweite bezeichnet das Ufer bei Hyrkanien, einer Landschaft an der heutigen iranischen und südlichen turkmenischen Küste. Weitere antike Bezeichnungen sind die Ethnonyme „Alban“, „Joshgun“ und „Hyrcan“. Die wechselnde Besiedelungsgeschichte führte zu zahlreichen weiteren Namen wie z. B. der tatarischen Bezeichnung „Ag Deniz“ (Weißes Meer, vgl. auch Chasarisches Meer und Verwechslungen, z. B. „Blaues Meer“ in alten russischen Dokumenten mit dem Aralsee) oder „Kasar Danizi“ bei den türkischsprachigen Chasaren, die im 5. bis 10. Jahrhundert nordwestlich siedelten. Insgesamt haben verschiedene Völker dem See etwa 70 verschiedene Namen gegeben, darunter auch weniger etablierte Bezeichnungen wie „Baku-Meer“ im 14. und 15. Jahrhundert nach der wirtschaftlichen Bedeutung der Stadt Baku in dieser Zeit.

## Geographie

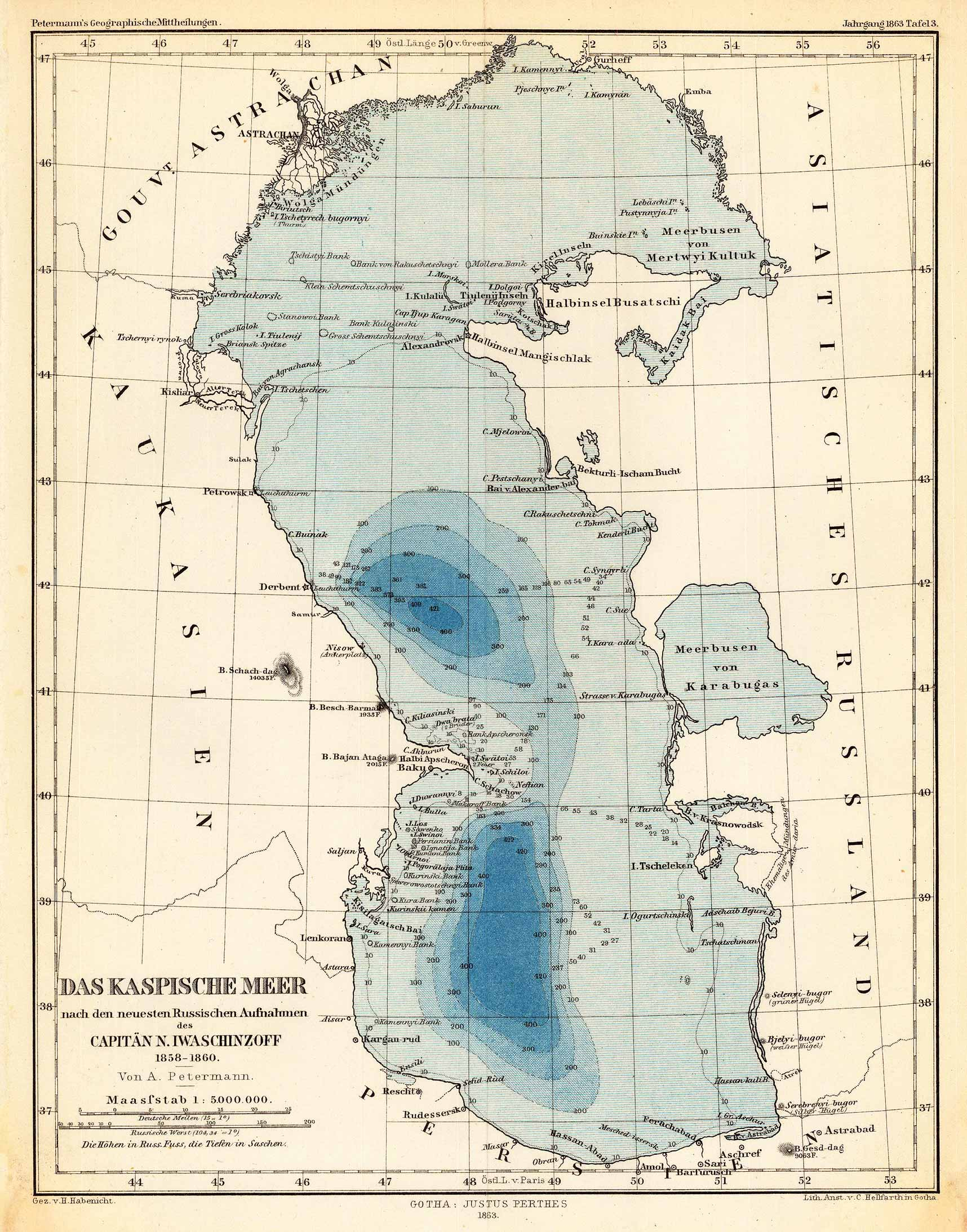
Bathymetrische Karte (1863, Tiefen in Saschen)

Das Kaspische Meer, das in einer weitläufigen und bis zu 1023 m tiefen natürlichen Depression liegt, befindet sich unter anderem zwischen dem trockenliegenden Teil der großen Kaspischen Senke im Norden, der Kasachensteppe im Nordosten, dem großen Tiefland von Turan im Osten, dem Elburs im Süden und dem Kaukasus im Westen. Aserbaidschan (Küstenlänge: ca. 800 km), Iran (Küstenlänge: 750 km), Kasachstan (Küstenlänge: 1894 km), Russland (Küstenlänge: ca. 960 km) und Turkmenistan (Küstenlänge: 1768 km) grenzen daran.
Das Kaspische Meer ist – je nach Definition – Teil der Grenze von Europa und Asien und zerteilt somit Eurasien in zwei Kontinente. Zum Verlauf dieser Grenze siehe unter innereurasische Grenze.
Die Fläche des Kaspischen Meeres betrug (Ende 2004) nach Angaben der Europäischen Weltraumorganisation 371.000 km², damit ist der See die größte von Land umschlossene Wasserfläche der Erde beziehungsweise deren größtes Binnengewässer. Die Fläche des Kaspischen Meeres entspricht ungefähr der Fläche von Deutschland und Belgien oder auch der Ostsee ohne das Kattegat. Da das Kaspische Meer jedoch bereits seit Mitte der 1990er Jahre schrumpft, verlieren auch präzise Flächenangaben relativ schnell ihre Aussagekraft.
Seine Nord-Süd-Ausdehnung beträgt 1200 km, seine West-Ost-Ausdehnung umfasst 435 km (im Mittel 300 km). Während der große Nordteil im Mittel nur etwa 6 m tief ist, beträgt seine tiefste Stelle im Süden 995 m. Weil seine Wasseroberfläche 28 m unter dem Meeresspiegel liegt, befindet sich dieses Tiefenmaximum 1023 m unter dem Meeresspiegel und ist damit die zweittiefste natürliche Depression der Erde nach dem Baikalsee, dessen Seegrund sich 1182 m unter dem Meeresspiegel befindet.
Das Kaspische Meer besitzt keine natürliche Verbindung zu den Ozeanen. Es ist damit ein See und trägt die Bezeichnung „Meer“ nur aufgrund seiner Größe und des Salzgehalts des Wassers. Ein früher geläufiger Name war Kaspisee. Über die Wolga, den Wolga-Don-Kanal und den Don besteht aber eine schiffbare Verbindung über das Asowsche Meer zum Schwarzen Meer, über die Wolga, den Wolga-Ostsee-Kanal, Onegasee und die Newa zur Ostsee und vom Onegasee abzweigend über den Weißmeer-Ostsee-Kanal zum Weißen Meer.

### Entstehungsgeschichte
Das Kaspische Meer ist wie das Schwarze Meer und der Aralsee ein Rest der Paratethys, eines Binnenmeeres, das sich während des Oligozäns und des Großteils des Neogens von Westeuropa bis nach Zentralasien erstreckte. Gegen Ende des Miozäns bildete sich eine Grenze zum Schwarzen Meer heraus, seit Beginn des Pliozäns kam es zu einer Serie von starken Wasserstandsschwankungen, wodurch die Größe stark variierte. Bei niedrigem Wasserstand schrumpfte das Kaspische Meer auf einen See in den tiefsten Bereichen im Süden, in Zeiten hohen Wasserstandes kam es zu Wiedervereinigungen mit dem Schwarzen Meer. Zum bisher letzten Mal geschah dies zu Ende der Eiszeiten, als die Eismassen der sibirischen Gletscher abtauten und die Manytschniederung geflutet wurde. In Richtung Osten entstand in der Aralo-Kaspischen Niederung eine Verbindung zum Aralsee.

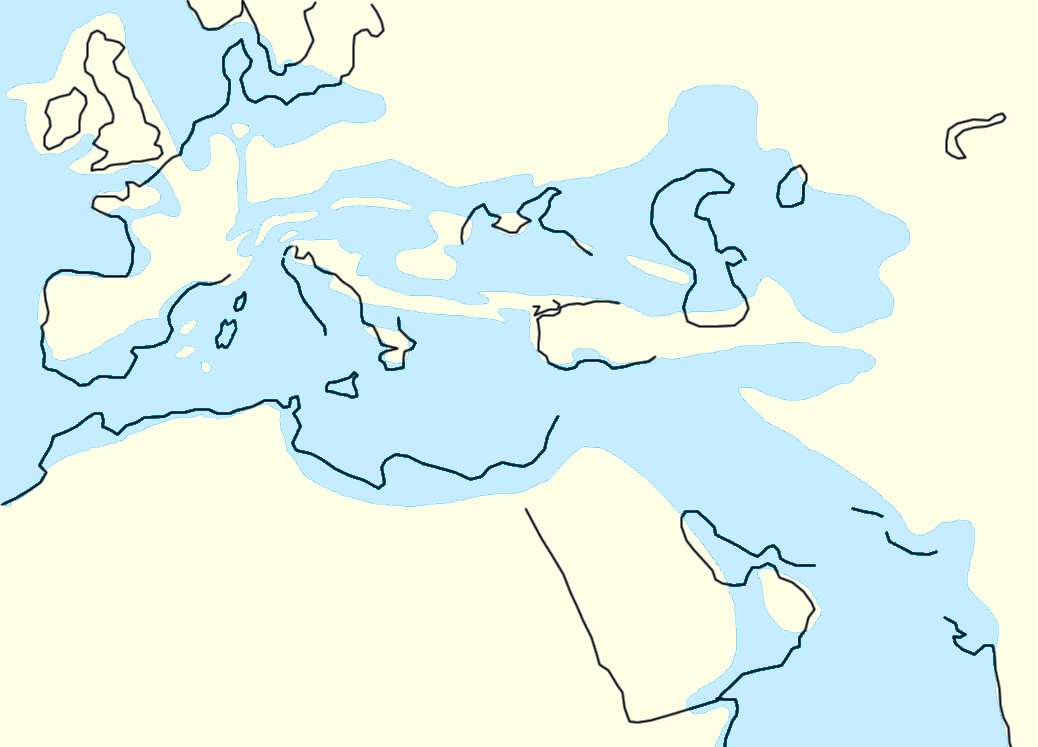
Paläogeographie der westlichen Tethys-Region und ihrer Umgebung während des Oligozäns. Die Paratethys endete in Südeuropa und wurde durch das Mittelmeer ersetzt, ferner sieht man die Umrisse des Schwarzen Meeres, des Kaspischen Meeres und des Aralsees.

### Schwankungen des Wasserspiegels

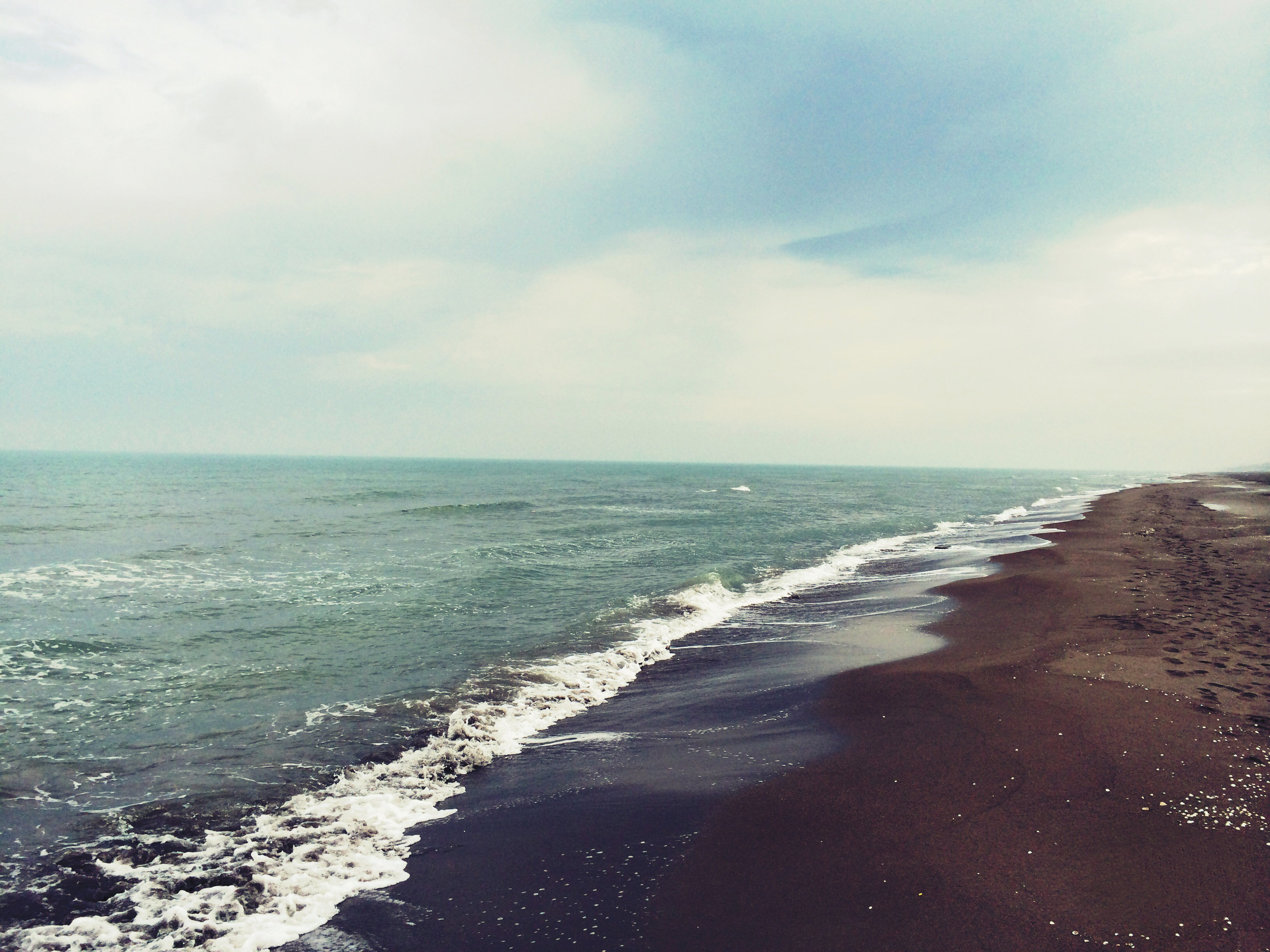
Strand bei Chezer Schahr (Provinz Mazandaran, Iran)

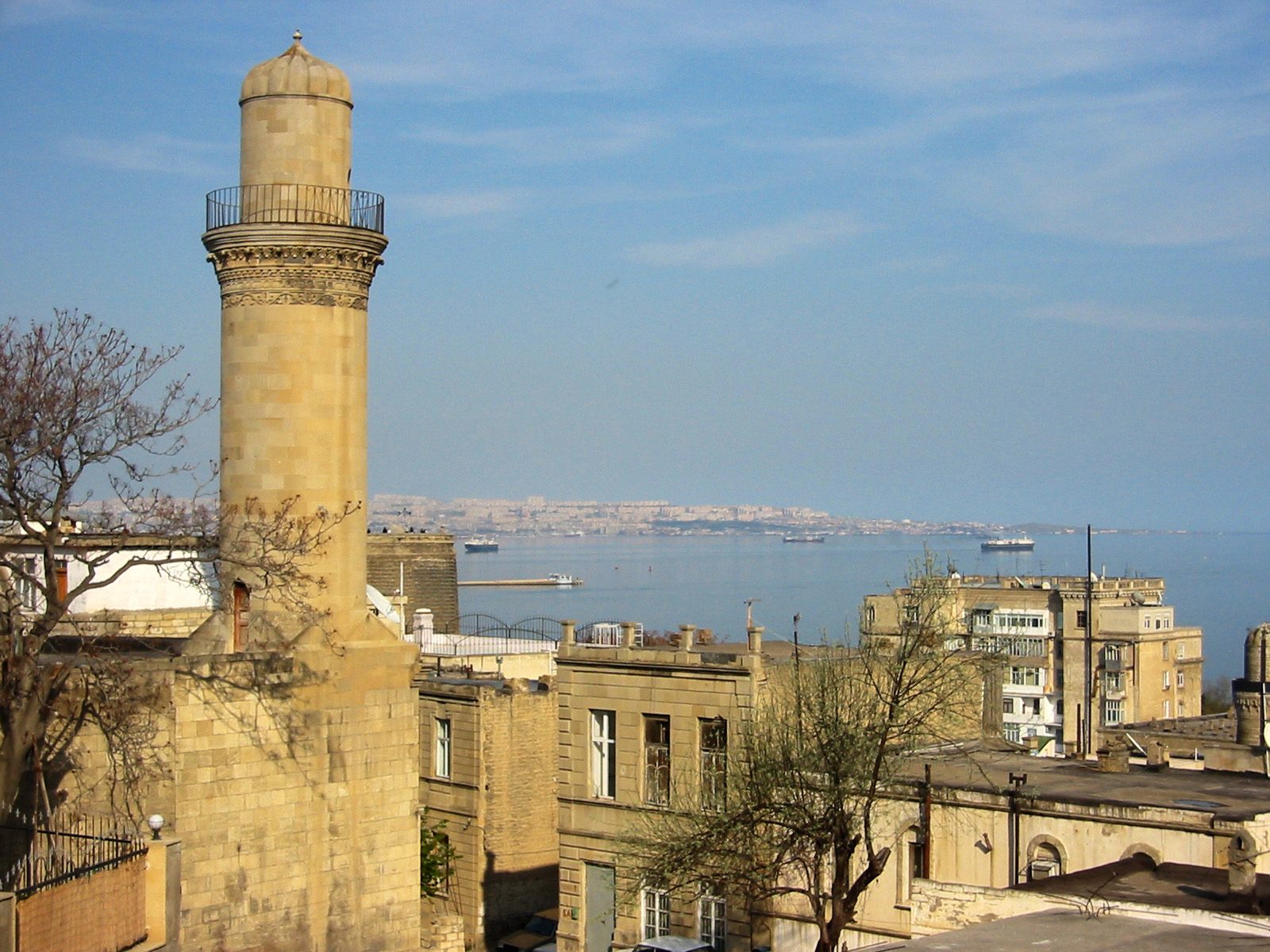
Das Kaspische Meer bei Baku (Aserbaidschan)

Der Wasserstand des Kaspischen Meeres wird seit 1840 aufgezeichnet. Die Wasserfläche ging von Anfang der 1930er Jahre bis in die 1980er Jahre stark zurück; zu Beginn dieses Zeitraums soll die Seefläche etwa 420.000 km² groß gewesen sein. Das Absinken des Seespiegels vollzog sich vor allem in den Jahren 1930–1941 und 1970–1977 mit einer Geschwindigkeit von 16 beziehungsweise 14 cm pro Jahr, insgesamt um rund drei Meter. Danach stieg der Pegel bis 1996 fast auf das Ursprungsniveau an und sinkt seitdem kontinuierlich um 6,5 bis 7 cm im Jahresdurchschnitt.
Die Regierung der Sowjetunion erwog bereits die Umleitung von sibirischen Flüssen, um das Kaspische Meer und den Aralsee mit zusätzlichem Wasser zu versorgen, als 1978 die Trendwende kam, und der Wasserspiegel wieder zu steigen begann.
Die Kara-Bogas-Bucht, eine ehemals sehr flache, aber große östliche Ausbuchtung des Kaspischen Meeres, wurde 1980 an der schmalsten Verbindungsstelle durch einen Damm abgeriegelt, weil in diesem trockenen, heißen Gebiet die Verdunstung besonders hoch war. Nach dem Dammbau kam es zur völligen Austrocknung der Lagune und zur Umwandlung in eine für die Umwelt gefährliche Salzwüste. Da der Einbau von Schleusen in den Jahren 1985–1991 die Situation nicht wesentlich verbesserte und der Wasserspiegel seit 1978 wieder zu steigen begann, wurde der Damm 1992 beseitigt.
Zwischen 1978 und 1994 stieg der Wasserspiegel des Sees mit einer jährlichen Rate von 14 cm bis 40 cm an. Weitläufige Überschwemmungen des Festlandes, in einer Breite von 5–25 km und über eine Länge von 1500 km, waren die Folge. Dadurch wurden 2 Millionen Hektar Land überflutet. Der wirtschaftliche Schaden wurde mit rund 12 Milliarden US-Dollar beziffert, etwa eine Million Menschen waren betroffen.

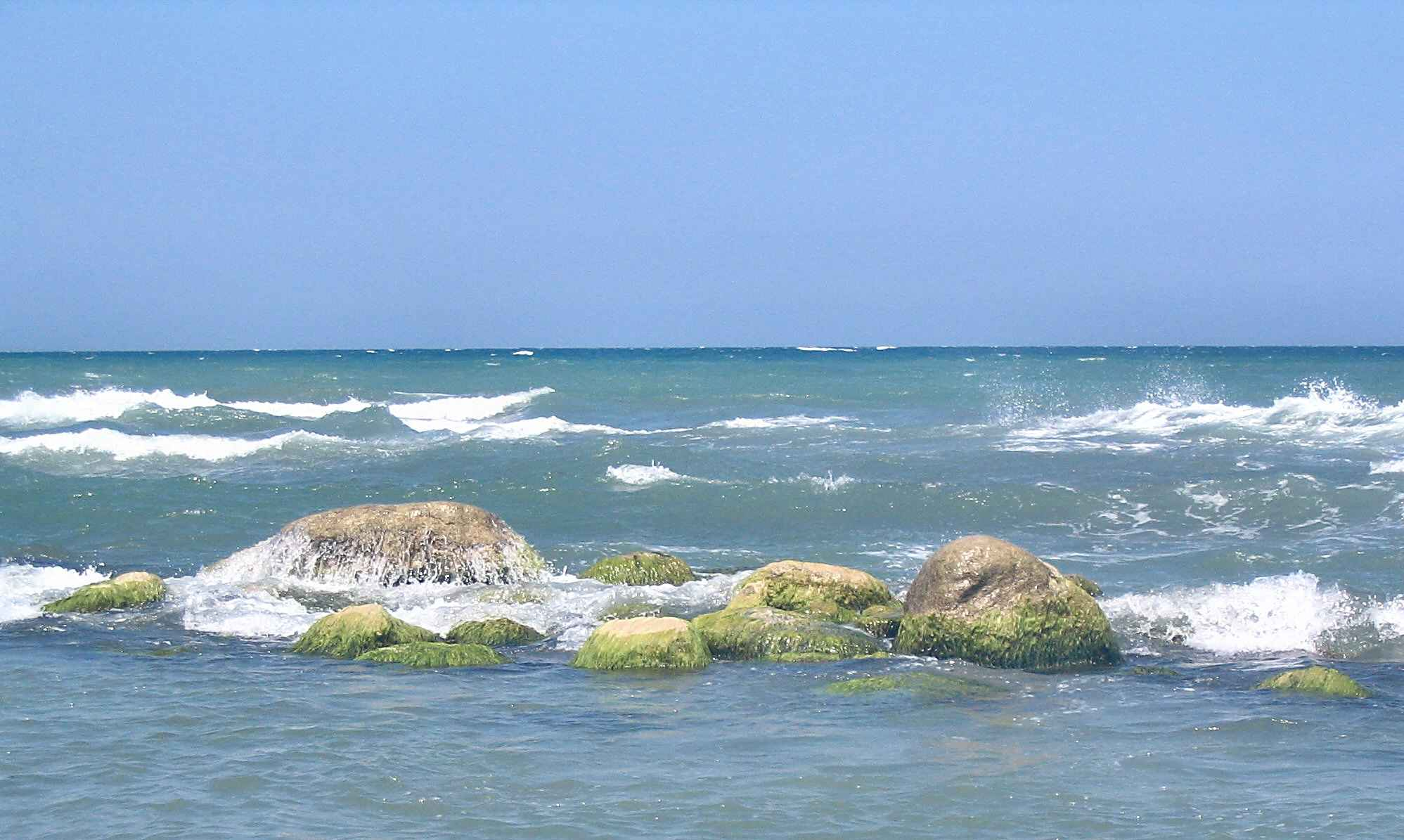
Das Kaspische Meer in der Provinz Mazandaran (Iran)

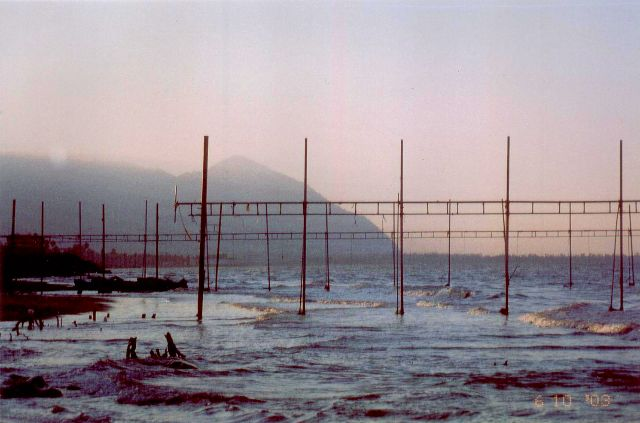
Das Kaspische Meer bei Rāmsar (Iran). Reste von Sichtschutzwänden, die die Strände zwischen Männern und Frauen abteilten.

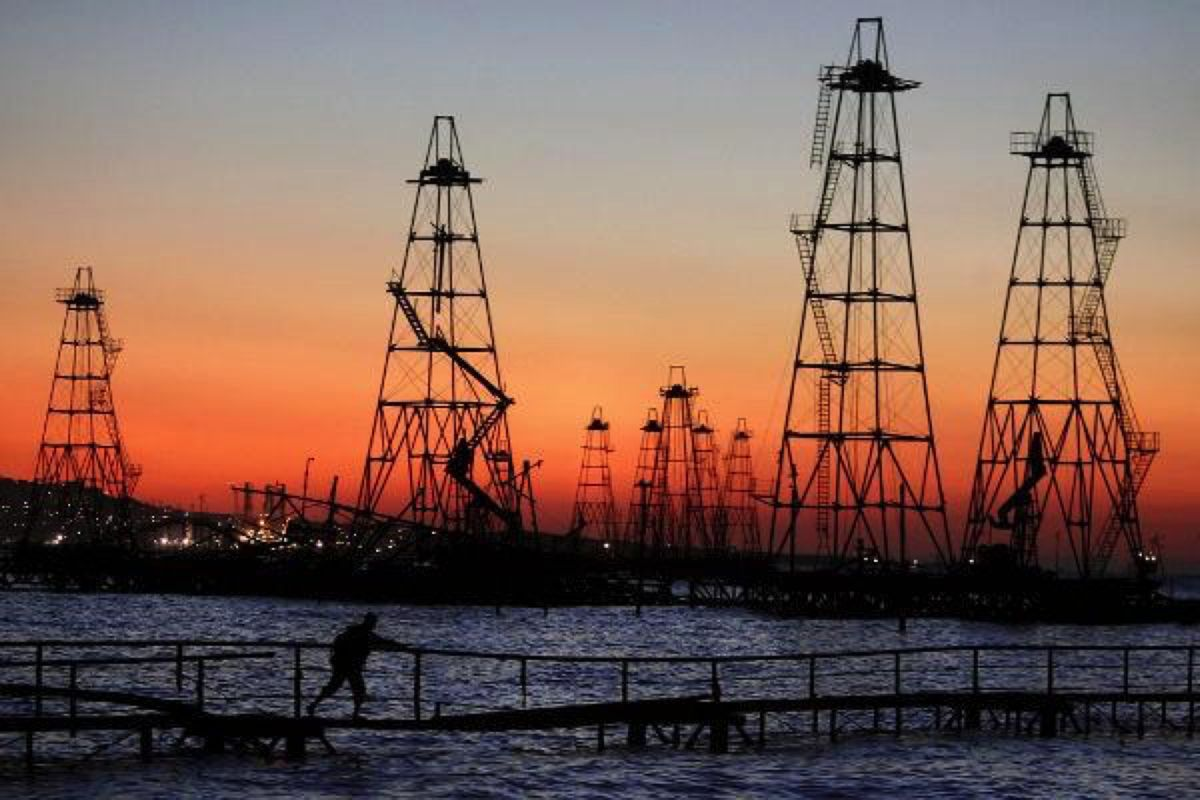
Erdölförderung im Kaspischen Meer

Der Anstieg des Wasserspiegels um über zweieinhalb Meter, von −29 m (1977) auf −26,6 m führte 1995 zu einem vorläufigen Maximum. Seitdem sinkt der Wasserstand im Durchschnitt um 8 cm, seit 2006 auf ca. 9 cm pro Jahr und verstärkt sich weiter. Das historische Minimum von 1977 ist mit heute −28,7 m fast erreicht. Ein Rückgang um sieben bis acht Meter würde dazu führen, dass die großen Flachwasserzonen im Norden vollständig trockenfallen und die Seefläche um 20 bis 25 Prozent schrumpfen würde. Bereits ein bis zwei Meter Rückgang in heutigem Tempo würde die Region wirtschaftlich und geopolitisch vor große Herausforderungen stellen.
In den Phasen von 1979 bis 1995 sowie von 1996 bis 2015 stieg die Temperatur an der Wasseroberfläche im Durchschnitt um jeweils ein Grad Celsius. Um in der Zukunft die Pegelstände einschätzen zu können und Schäden vorbeugend vermeiden zu können, werden vergleichende Simulationsberechnungen durchgeführt, die klimatische Veränderungen, Wasserentnahmen und mögliche externe Risiken berücksichtigen. Die Mehrzahl der Simulationen prognostiziert eine Fortsetzung des aktuellen Trends, d. h. eine weitere Abnahme der Wassermenge im Kaspischen Meer im Laufe des 21. Jahrhunderts. Einer der Hauptgründe liegt in der steigenden Verdunstung durch das Ansteigen der Wasseroberflächentemperatur.
Dabei ist auch der Einfluss auf das Weltklima zu berücksichtigen. Eine Studie, die 2021 vier unterschiedliche klimatische Entwicklungs-Szenarios für das Kaspische Meer berechnete und verglich, kam nicht nur zu dem Ergebnis, dass der See weiter schrumpfen würde, sondern stellte darüber hinaus fest, dass dies umfangreiche Auswirkungen auf die gesamte Region haben wird. Es wird prognostiziert, dass die Verdunstung weiter zunimmt, die Frostperioden im Winter sich weiter verkürzen und die Regenfälle unberechenbarer werden. Die Gesamtauswirkungen sind so signifikant für das Weltklima, dass die Verantwortlichen der Studie empfehlen, sie für Klimasimulationen einzubeziehen, welche die Entwicklung der globalen Erwärmung berechnen.

### Inseln
Im Kaspischen Meer befinden sich zahlreiche Inseln. Die meisten sind klein und unbesiedelt, aber es gibt auch einige besiedelte. Viele der Inseln nahe Aserbaidschan sind wegen ihrer Erdölvorkommen bedeutsam.
So hat die Bulla-Insel vor der Küste Aserbaidschans bedeutende Erdölvorkommen. Gleiches gilt für die Pirallahı-Insel. Hier fand die erste Ölbohrung im Kaspischen Meer statt und hier gab es auch einen der ersten Erdölfunde in Aserbaidschan.
Auf Böyük Zirə (Nargin), der heute unbewohnten größten Insel in der Bucht von Baku, befand sich früher ein sowjetischer Militärstützpunkt. Aschūradeh liegt am östlichen Ende der Miankaleh-Halbinsel nordöstlich der Gorgan-Bucht nahe der iranischen Küste. Aschuradeh wurde durch einen Kanal von der Halbinsel getrennt.
Verschiedene Inseln, speziell nahe Aserbaidschan, erlitten durch die Ölproduktion enorme Umweltschäden, beispielsweise Dasch Sirja, obwohl dort immer noch Robben leben.
Im Nordosten des Kaspischen Meeres liegen die Tjuleni-Inseln (Robbeninseln).
Vor der Küste Dagestans liegen die Insel Tschetschen und die Robbeninsel.
Einige Inseln liegen vor der Küste des Wolgadeltas und gehören zu Kalmückien und zur Oblast Astrachan bzw. zum Gebiet Atyrau in Kasachstan.
Die Inseln, die zu Russland gehören, wie Werchni Oseredok, liegen in der Grenzzone der Russischen Föderation.

### Bodenschätze
Unter dem Seeboden befinden sich insbesondere bei Baku sehr große Reserven an Erdöl und Erdgas. Geologen vermuten zwischen 15 und 50 Milliarden Barrel Erdöl auf dem Grund und an den Küsten des Kaspischen Meeres. Optimistische Schätzungen lauten auf bis zu 100 Milliarden Barrel, die einen Wert von fünf Billionen US-Dollar verkörpern sollen.
In der Kara-Bogas-Bucht wird Salz abgebaut.

### Zuflüsse

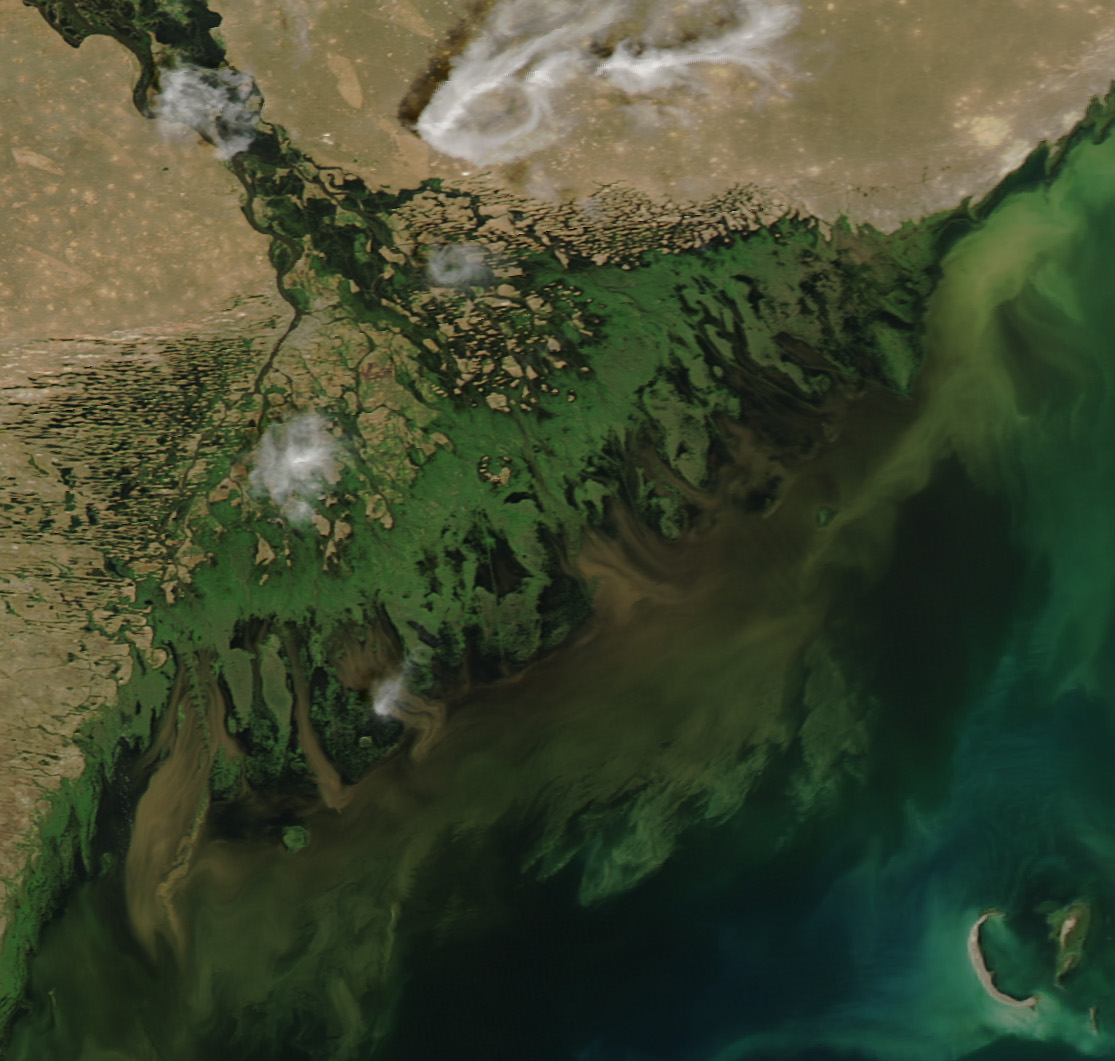
Satellitenaufnahme des Wolgadeltas

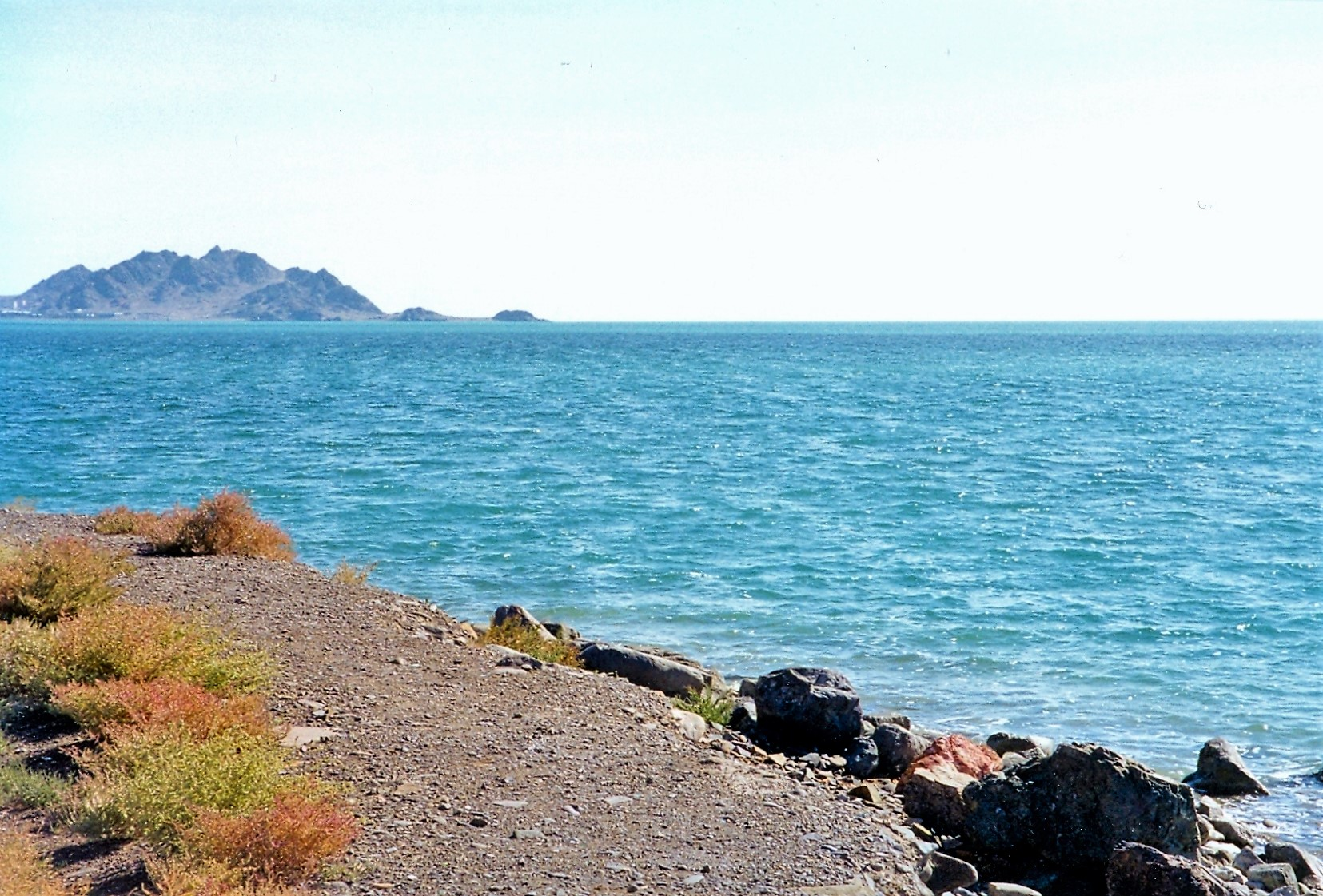
Das Kaspische Meer bei Türkmenbaşy (Turkmenistan)

Das Kaspische Meer wird von etwa 130 Zuflüssen gespeist. Davon ist die Wolga mit Abstand der größte Zufluss zum Kaspischen Meer; er mündet im artenreichen Wolgadelta und ist für etwa 80 Prozent des Wassereintrags verantwortlich.
Zu den größten Zuflüssen des Kaspischen Meeres zählen:
| Name        | Länge (km) | Einzugsgebiet (km²) | Fördermenge (m³/s) | Lage                            |
| ----------- | ---------- | ------------------- | ------------------ | ------------------------------- |
| Atrak       | 0.669      | 0.027.300           | 0.00,09,2          | Iran, Turkmenistan              |
| Emba        | 0.712      | 0.040.400           | 0.0,017,5          | Kasachstan                      |
| Kuma        | 0.802      | 0.033.500           | 0.010              | Russland                        |
| Kura        | 1.364      | 0.218.906           | 0.575              | Türkei, Georgien, Aserbaidschan |
| Samur       | 0.213      | 0.007.330           | 0.075              | Russland, Aserbaidschan         |
| Sefid Rud * | 0.670      | 0.013.450           | 0.[00]157          | Iran                            |
| Sulak       | 0.144      | 0.015.200           | 0.176              | Russland                        |
| Terek       | 0.623      | 0.043.200           | 0.305              | Georgien, Russland              |
| Ural        | 2.428      | 0.244.280           | 0.297              | Russland, Kasachstan            |
| Wolga       | 3.530      | 1.360.000           | 8.064              | Russland                        |

 * Weißer Fluss, auch Sepid Rud bzw. Kisil Usen genannt

### Salzgehalt
Im Norden, wo die beiden Hauptzuflüsse Wolga und Ural einmünden, ist der Salzgehalt nur sehr gering; in Richtung Süden, wo es kaum noch nennenswerte Zuflüsse gibt, steigt er an: Das Maximum fand sich mit über 30 Prozent an den Salzlagerstätten in der Kara-Bogas-Bucht (Kara-Bogas-Gol) in Turkmenistan. Im Mittel beträgt der Salzgehalt 1,1 bis 1,3 Prozent und liegt damit bei etwa einem Drittel der Konzentration in den Ozeanen.

## Flora, Fauna und Naturschutz

Der Beluga-Stör Huso huso ist ein lebendes Fossil und vom Aussterben bedroht

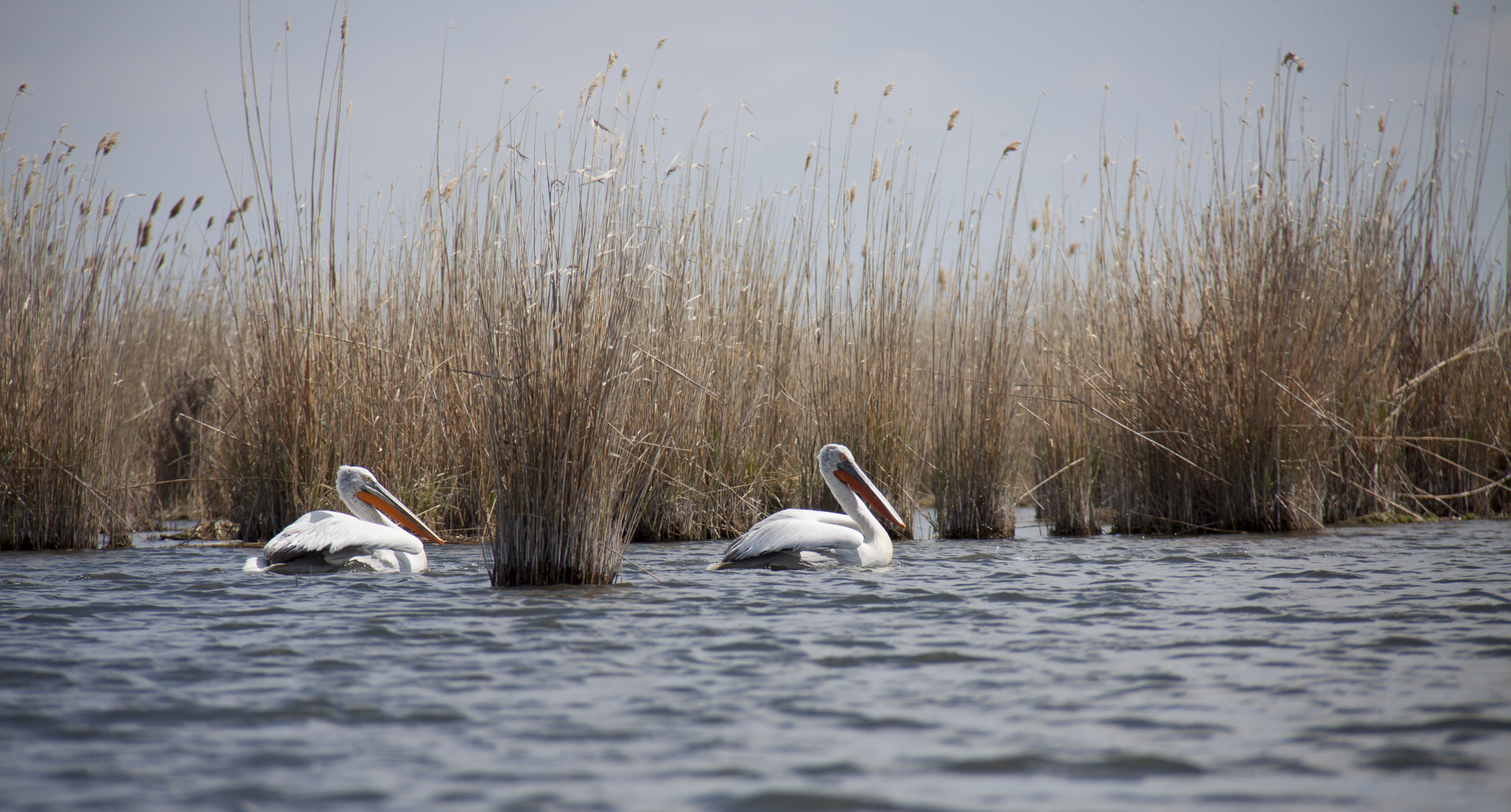
Krauskopfpelikane Pelecanus crispus am Ufer des Kaspischen Meeres

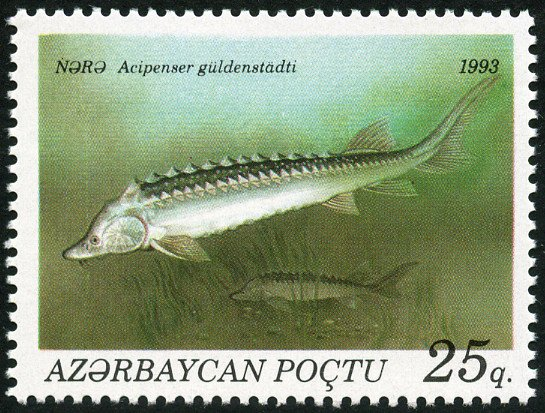
Der Russische Stör auf einer Briefmarke aus Aserbaidschan

Bei fast 400 der am Kaspischen Meer heimischen Tier- und Pflanzenarten handelt es sich um endemische Arten, die nur hier zu finden sind.
Durch die langsame Verdunstung und das Absinken des Wasserpegels wird ein Szenario prognostiziert, dass auf einer Fläche von etwa 93.000 Quadratkilometern neue Wüsten entstehen, die den entsprechenden Flächen um den ehemaligen Aralsee ähneln werden.
Im Vergleich zum Stand von vor 50 Jahren waren bis 2019 bereits insgesamt 50 bis 75 Prozent der endemischen Arten am Kaspischen Meer entweder bedroht, stark gefährdet oder bereits ausgestorben.
Obwohl zahlreiche der hier lebenden Arten vom Aussterben bedroht sind und vom IUCN auf der Roten Liste gefährdeter Arten geführt werden, gibt es nur sehr wenige Naturschutzgebiete.
In Turkmenistan wurde 2009 das Hazar-Naturreservat eingerichtet, das südlich der Stadt Türkmenbaşy an der Ostküste des Kaspischen Meeres liegt. Zu den im Schutzgebiet vertretenen Arten zählen als gefährdet eingestufte Spezies wie die Kaspische Robbe, der Beluga-Stör, der Russische Stör, der Sternhausen-Stör und der Glatt-Stör sowie das Kaspineunauge. Das Hazar-Naturreservat steht auf der Vorauswahlliste zum UNESCO-Weltnaturerbe.
In Russland befindet sich an der Nordwestküste des Kaspischen Meeres das Dagestan-Naturreservat, welches sich an der Nordwestküste des Kaspischen Meeres befindet. Der Lebensraum wird von zahlreichen Spezies genutzt, unter ihnen auch Arten wie der als gefährdet eingestufte Krauskopfpelikan (Pelecanus crispus).
In Aserbaidschan befindet sich das ehemalige Schutzgebiet Qızılağac, das nicht nur einen Teil der Westküste des Kaspischen Meeres beinhaltet, sondern seit 2018 unter dem Namen Ghizilagaj National Park nicht nur die IUCN-Kategorie 2 trägt, was dem Status eines Nationalparks entspricht, sondern auch das erste Meeresschutzgebiet des Kaspischen Meeres beinhaltet. Das Gebiet soll zur Rettung von sechs Arten beitragen, die von der Ausrottung bedroht sind, darunter der Kaspische Lachs und der Beluga-Stör.
Für einige vom Aussterben bedrohte Arten wie die Kaspische Robbe wurden darüber hinaus weitere (noch ungeschützte) Gebiete ausgewiesen, durch deren Schutz eine Rettung der Spezies sichergestellt werden soll.
Einige Pflanzenarten tragen Namen, die direkt auf ihre Herkunftsregion hindeuten, wie z. B.:
- Kaspische Gleditschie, Gleditsia caspica, ein Johannisbrotgewächs
- Kaspisches Schneeglöckchen, Galanthus transcaucasicus

### Tierwelt

#### Fische
Im Kaspischen Meer leben etwa 150 Fischarten, trotz des brackigen Wassers vor allem Süßwasserfische. Wirtschaftliche Bedeutung haben vor allem die vom Aussterben bedrohten Störe (einschließlich des Beluga-Störs) sowie zahlreiche Fischarten, die teilweise für die Fischerei eingeführt wurden. Eine kulinarische Spezialität des Kaspischen Meeres ist noch immer der Kaviar, dessen Gewinnung mittlerweile überwiegend in Aquakulturen erfolgt. Außerdem gibt es reichlich z. T. endemische Heringsverwandte und wilde Karpfen.
| Fischarten des Kaspischen Meeres |
| Störe |
| --- |
| - Sibirischer Stör (Acipenser baerii), eingeführt - Russischer Stör (Acipenser gueldenstaedtii) - Glattdick (Acipenser nudiventris) - Persischer Stör (Acipenser persicus) - Sterlet (Acipenser ruthenus) - Sternhausen (Acipenser stellatus) - Europäischer Hausen (Huso huso) |
| Heringsartige |
| - Alosa braschnikowi - Alosa caspia caspia - Alosa caspia knipowitschi - Alosa caspia persica - Alosa curensis - Alosa immaculata - Alosa kessleri - Alosa saposchnikowii - Alosa sphaerocephala - Alosa suworowi - Alosa volgensis - Clupeonella caspia - Tyulka-Sardine (Clupeonella cultriventris) - Clupeonella engrauliformis - Clupeonella grimmi - Sardelle (Engraulis encrasicolus), eingeführt |
| Schmerlenartige |
| - Cobitis amphilekta - Cobitis faridpaki - Cobitis keyvani - Cobitis melanoleuca melanoleuca - Cobitis satunini - Steinbeißer (Cobitis taenia) - Europäischer Schlammpeitzger (Misgurnus fossilis) - Gold-Steinbeißer (Sabanejewia aurata) - Sabanejewia caspia, endemisch - Sabanejewia caucasica - Barbatula bergiana - Barbatula brandtii - Metaschistura cristata - Oxynoemacheilus angorae - Paracobitis longicauda - Paracobitis malapterura - Paracobitis rhadinaeus |
| Karpfenfische |
| - Brachse (Abramis brama) - Acanthalburnus microlepis - Schneider (Alburnoides bipunctatus) - Ukelei (Alburnus alburnus) - Mairenke (Alburnus chalcoides) - Alburnus filippii - Zope (Ballerus ballerus) - Zobel (Ballerus sapa) - Barbus ciscaucasicus - Barbus lacerta - Güster (Blicca bjoerkna) - Capoeta capoeta capoeta - Goldfisch (Carassius auratus auratus), eingeführt - Chondrostoma cyri - Chondrostoma oxyrhynchum - Graskarpfen (Ctenopharyngodon idella) eingeführt - Karpfen (Cyprinus carpio) - Hemiculter leucisculus eingeführt - Silberkarpfen (Hypophthalmichthys molitrix), eingeführt - Marmorkarpfen (Hypophthalmichthys nobilis), eingeführt - Leucalburnus satunini - Moderlieschen (Leucaspius delineatus) - Rapfen (Leuciscus aspius) - Hasel (Leuciscus leuciscus) - Aral-Barbe (Luciobarbus brachycephalus) - Bulatamai-Barbe (Luciobarbus capito) - Luciobarbus caspius - Luciobarbus mursa - Ziege (Pelecus cultratus) - Pseudophoxinus atropatenus - Pseudophoxinus sojuchbulagi - Blaubandbärbling (Pseudorasbora parva), eingeführt - Bitterling (Rhodeus amarus) - Rhodeus sericeus - Romanogobio persus - Schwarzmeerplötze (Rutilus frisii) - Rotauge (Rutilus rutilus) - Rotfeder (Scardinius erythrophthalmus) - Döbel (Squalius cephalus) - Schleie (Tinca tinca) - Zährte (Vimba vimba) |
| Lachsartige |
| - Buckellachs (Oncorhynchus gorbuscha), eingeführt - Ketalachs (Oncorhynchus keta), eingeführt - Silberlachs (Oncorhynchus kisutch), eingeführt - Regenbogenforelle (Oncorhynchus mykiss), eingeführt - Salmo ciscaucasicus - Salmo caspius - Forelle (Salmo trutta) - Weißlachs (Stenodus leucichthys), eingeführt - Äsche (Thymallus thymallus) |
| Grundeln |
| - Anatirostrum profundorum - Babka gymnotrachelus - Benthophiloides brauneri - Benthophiloides turcomanus - Benthophilus baeri - Benthophilus casachicus - Benthophilus ctenolepidus, endemisch - Benthophilus granulosus - Benthophilus kessleri - Benthophilus leobergius - Benthophilus leptocephalus - Benthophilus leptorhynchus - Benthophilus macrocephalus - Benthophilus magistri - Benthophilus mahmudbejovi - Benthophilus ragimovi, endemisch - Benthophilus spinosus - Benthophilus stellatus - Benthophilus svetovidovi - Caspiosoma caspium - Hyrcanogobius bergi - Knipowitschia caucasica - Knipowitschia iljini - Knipowitschia longecaudata - Mesogobius batrachocephalus, fraglich - Mesogobius nigronotatus - Mesogobius nonultimus - Neogobius bathybius - Neogobius caspius - Neogobius fluviatilis - Schwarzmund-Grundel (Neogobius melanostomus) - Ponticola gorlap, endemisch - Kessler-Grundel (Ponticola kessleri), fraglich - Ponticola ratan - Ponticola syrman - Marmorierte Grundel (Proterorhinus marmoratus) - Proterorhinus nasalis - Proterorhinus semipellucidus |
| Barschverwandte |
| - Morone saxatilis, eingeführt - Kaulbarsch (Gymnocephalus cernuus) - Flussbarsch (Perca fluviatilis) - Zander (Sander lucioperca) - Seezander (Sander marinus) - Wolgazander (Sander volgensis) - Dreistachliger Stichling (Gasterosteus aculeatus aculeatus), eingeführt - Südlicher Neunstachliger Stichling (Pungitius platygaster), eingeführt |
| Sonstige |
| - Kaspineunauge (Caspiomyzon wagneri) - Arktisches Neunauge (Lethenteron camtschaticum), fraglich - Europäischer Aal (Anguilla anguilla), eingeführt - Europäischer Wels (Silurus glanis) - Hecht (Esox lucius) - Quappe (Lota lota) - Koboldkärpfling (Gambusia holbrooki), eingeführt - Kleiner Ährenfisch (Atherina boyeri) - Gold-Meeräsche (Liza aurata), eingeführt - Liza saliens, eingeführt - Großkopfmeeräsche (Mugil cephalus), eingeführt - Rote Meerbarbe (Mullus barbatus barbatus), eingeführt - Europäische Kurznasen-Seenadel (Syngnathus abaster) - Flunder (Platichthys flesus) |

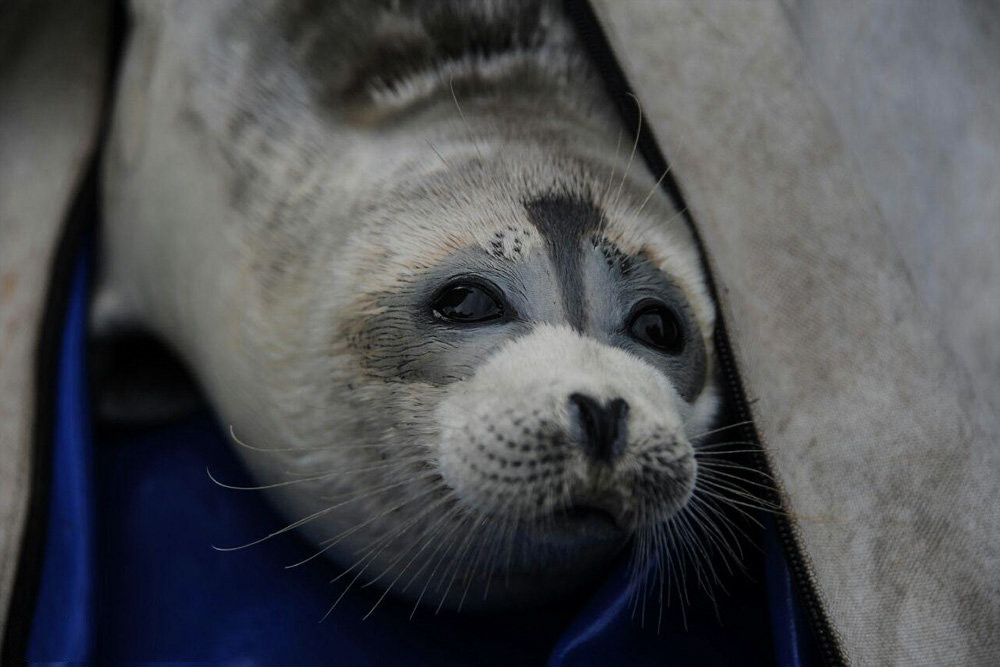
Die stark gefährdete Kaspische Robbe zählt zu den endemischen Arten

#### Weitere Tierarten im und am Kaspischen Meer
Unvollständige Auswahl einiger für die Region typischer Tiere:
- Kaspische Robbe, Phoca caspica, bisher wurden kaum Maßnahmen zum Schutz der Meeressäuger ergriffen, von denen 2021 nur noch etwa 500 im Kaspischen Meer gezählt werden konnten.[28]
- Rohrkatze, Felis chaus, an der Westküste, sowie im Süden des Kaspischen Meeres[29]
- Steppenmöwe, Larus cachinnans, an der Nordküste des Kaspischen Meeres[30]
- Kaspische Bachschildkröte Mauremys caspica[31]
- Kaspische Smaragdeidechse Lacerta strigata, an der Südküste des Kaspischen Meeres[32]
- Balkan-Springnatter Dolichophis caspius, von der Westküste des Kaspischen Meeres bis zum Schwarzen Meer[33]

## Häfen und Städte
| Name                   | Einwohner | Lage          |
| ---------------------- | --------- | ------------- |
| Aqtau                  | 0.181.526 | Kasachstan    |
| Astara (Aserbaidschan) | 0.017.100 | Aserbaidschan |
| Astara (Iran)          | 0.045.935 | Iran          |
| Astrachan              | 0.520.339 | Russland      |
| Atyrau                 | 0.196.494 | Kasachstan    |
| Bābolsar               | 0.053.684 | Iran          |
| Baku                   | 2.181.800 | Aserbaidschan |
| Bandar Anzali          | 0.114.105 | Iran          |
| Bandar-e Torkaman      | 0.049.059 | Iran          |
| Derbent                | 0.119.200 | Russland      |
| Fort Schewtschenko     | 0.004.888 | Kasachstan    |
| Isberbasch             | 0.055.646 | Russland      |
| Kaspijsk               | 0.100.129 | Russland      |
| Lenkoran               | 0.048.400 | Aserbaidschan |
| Machatschkala          | 0.572.076 | Russland      |
| Nouschahr              | 0.043.635 | Iran          |
| Sumgait                | 0.333.600 | Aserbaidschan |
| Türkmenbaschy          | 0.073.803 | Turkmenistan  |

## Verkehr
Auf dem Kaspischen Meer verkehren eine Reihe von Schiffslinien. Wirtschaftlich besonders bedeutend sind die Fährverkehre für den Gütertransport in Ost–West und umgekehrter Richtung, die Russland und Aserbaidschan am Westufer und Kasachstan und Turkmenistan am Ostufer miteinander verbinden. Hier verkehren auch Eisenbahnfähren, die Güterwagen übersetzen. Da die Eisenbahnen aller Anrainerstaaten (außer Iran) die Russische Breitspur nutzen, können Güterzüge so durchgehend verkehren, ohne dass umgeladen werden muss. Besonders bedeutend ist der Containerverkehr.